# Toppen av ingenting
Toppen av ingenting é um filme de drama sueco de 2018 dirigido e escrito por Axel Petersén. Estrelado por Léonore Ekstrand, estreou no Festival Internacional de Cinema de Berlim em 18 de fevereiro.

## Elenco
- Léonore Ekstrand
- Christer Levin
- Christian Saldert
- Olof Rhodin